# Portada/efemèride juliol 22
Retrat de Goya per Vicent López i Portaña.
« 21 de juliol · 22 de juliol · 23 de juliol »